# Ерёменко, Николай Николаевич (старший)
Никола́й Никола́евич Ерёменко — ста́рший (бел. Мікалай Мікалаевіч Яроменка (старэйшы); 17 июня 1926, Новосибирск, Сибирский край, СССР — 30 июня 2000, Минск, Беларусь) — советский и белорусский актёр театра и кино; народный артист СССР (1989), народный артист Белорусской ССР (1967), лауреат Государственной премии БССР (1988). Член КПСС с 1964 года. Участник Великой Отечественной войны.
Отец актёра, кинорежиссёра, народного артиста Российской Федерации Николая Ерёменко — младшего (1949—2001).

## Биография
Родился 17 июня 1926 года в Новосибирске. Родители были родом из Витебской области.
После окончания ремесленного училища работал токарем.
В Красной Армии с 1941 года. Прибавил себе три года, чтобы попасть на фронт в 15 лет. Окончил курсы младших лейтенантов в Новосибирске (1942). Участник Великой Отечественной войны. Кавалерист 11-го Кавалерийского корпуса (резерв штаба корпуса), попал в плен в июле 1942 года под Вязьмой, у деревни Комары. Сумел выжить в нацистском концлагере, бежал из плена. После возвращения домой был направлен в фильтрационный лагерь в Вышнем Волочке; в результате проверки был восстановлен в звании.
После войны приехал в Витебск на родину матери, куда та вернулась после ложного извещения о гибели сына. Принимал участие в самодеятельности, был замечен и приглашён в театральную студию при Белорусском драматическом театре имени Якуба Коласа. Там же познакомился со своей женой, актрисой Галиной Орловой. По окончании студии в 1948 году работал актёром театра (1948—1959).
В 1959 году Ерёменко с семьёй, женой и сыном Николаем Ерёменко-младшим, родившимся в 1949 году, переезжает в Минск. Здесь супруги-актёры вместе начинают работать в Белорусском драматическом театре имени Янки Купалы.
Первая работа в кино Николая Ерёменко выходит на экраны в 1960 году.
Принят в члены КПСС в 1964 году. Придерживался коммунистических взглядов до конца жизни, несмотря на происходившие в стране политические изменения. Распад Советского Союза стал для него личной драмой.
Активно занимался общественной деятельностью. С 1976 по 1987 год Ерёменко-старший был старшиной правления Белорусского театрального объединения. В 1987—1992 годах возглавлял Союз театральных деятелей Беларуси. В 1992 году стал президентом ассоциации общественных объединений «Белорусская конфедерация творческих союзов».

Могила Н. Ерёменко-старшего и Н. Ерёменко-младшего на Восточном кладбище Минска

13 января 1997 стал членом Совета Республики первого созыва, заняв пост белорусского сенатора. Был заместителем председателя Постоянной комиссии Совета Республики Национального собрания Республики Беларусь по социальным вопросам.
Николай Николаевич был большим поклонником футбола, болел за минское «Динамо». Одно время председательствовал в минском клубе болельщиков. Увлекался рыбалкой и любил отдых на природе.
Николай Николаевич Ерёменко умер 30 июня 2000 года на 75-м году жизни от третьего инфаркта. Похоронен на Восточном (Московском) кладбище Минска.

### Семья
Жена Галина Орлова (1928—2021). Народная артистка Белорусской ССР (1991).
Сын Николай Ерёменко (младший) (1949—2001). Народный артист Российской Федерации (1994).

## Фильмография
- 1960 — Впереди — крутой поворот — Радевич
- 1961 — Первые испытания — Тодорик
- 1962 — Люди и звери — Алексей Иванович Павлов
- 1964 — Москва — Генуя — Русанов
- 1965 — Дни лётные — Николай Николаевич, «батя», командир авиаполка
- 1965 — Музыканты одного полка — Макеев
- 1965 — Погоня — Анатолий Иванович, егерь
- 1967 — Запомним этот день — Ясень
- 1967 — Рядом с вами — прохожий
- 1968 — Десятая доля пути — Бухтеев
- 1968 — Иван Макарович — отец Вани
- 1968 — Освобождение (фильм 1-й — «Огненная дуга») — Иосип Броз Тито
- 1968 — Желаю удачи (короткометражный) — капитан
- 1970 — Крушение империи — большевик Ваулин
- 1970 — Море в огне — Полковник Е. И. Жидилов
- 1970 — Счастливый человек — эпизод
- 1970 — Прорабский участок
- 1971 — Большие перегоны — железнодорожник
- 1971 — Мировой парень — Калинкович
- 1971 — Человек в проходном дворе — Сибул
- 1972 — Руины стреляют… — секретарь подпольного обкома партии
- 1972 — Взрывники — Бутров
- 1972 — Илга-Иволга — Фёдор Полигин
- 1972 — Карпухин — Владимир Михайлович Овсянников, прокурор
- 1973—1983 — Вечный зов — Субботин
- 1974 — Трудные этажи
- 1974 — Пламя — член Ставки
- 1974 — Соколово — полковник Загоскин
- 1975 — Обретёшь в бою — эпизод
- 1976 — Легко быть добрым — Гайда
- 1977 — Солдаты свободы — Иосип Броз Тито
- 1978 — Молодость с нами — Колосов Павел Петрович
- 1978 — Дебют (короткометражный) — Иван Петрович, председатель колхоза
- 1978 — Расписание на послезавтра — дедушка Багратион
- 1979 — Вкус хлеба — Веденин
- 1979 — Старые долги — Любецкий, секретарь обкома КПСС
- 1980 — Атланты и кариатиды — Пал Палыч Кислюк, председатель исполкома
- 1980 — Петровка, 38 — генерал милиции
- 1980 — Желаю успеха — капитан (нет в титрах)
- 1980 — Амнистия / Троянский конь — начальник милиции
- 1983 — Незнакомая песня (короткометражный) — полковник-танкист
- 1987 — Отступник — Дорон
- 1990 — Мудромер (фильм-спектакль) — Виктор Павлович Вершило
- 1991 — Невозвращенец — Виктор Андреевич
- 1993 — Гладиатор по найму — Гурий Лукачёв
- 1995 — Сын за отца — Александр Николаевич
- 1998 — Зал ожидания — начальник УВД
- 1999 — Милый лжец (фильм-спектакль) — Джордж Бернард Шоу.

## Звания и награды
- Народный артист Белорусской ССР (1967)
- Народный артист СССР (1989)
- Государственная премия Белорусской ССР (1988) — за спектакль «Мудромер» Н. Матуковского
- Орден Отечественной войны II степени (1985)
- Золотая медаль «За выдающийся вклад в кинематограф» МКФ «Золотой Витязь» (1996)
- Медаль Франциска Скорины (1996)[5]

Медаль «20 лет победы в Великой Отечественной войне»;
Медаль «30 лет победы в Великой Отечественной войне»

## Память

Памятная доска Николаю Ерёменко-старшему в Минске на доме 16 по улице Максима Танка

- В Первомайском районе Витебска есть улица Актёров Ерёменко, названная в честь отца и сына Ерёменко.
- В Минске на доме 16 по улице Максима Танка установлена мемориальная доска Николаю Ерёменко. В этом доме актёр жил с 1979 года до своей смерти в 2000 году.
- В постоянную экспозицию белорусского Музея истории театральной и музыкальной культуры входит мемориальная комната Николая Николаевича Ерёменко[6].
- 17 июня 2016 года в стенах Музея истории театральной и музыкальной культуры Республики Беларусь состоялась презентация художественного немаркированного конверта Белпочты, посвященного 90-летию со дня рождения Ерёменко-старшего. Художественной основой для создания конверта стал портрет Николая Николаевича, написанный художником Михаилом Алексеевичем Мовчаном, а также фотографии из музейного собрания. Автор дизайна конверта, выпущенного тиражом 15 тыс. экземпляров — Елена Медведь[7].